# Prothema liciata
Prothema liciata är en skalbaggsart som beskrevs av Holzschuh 2007. Prothema liciata ingår i släktet Prothema och familjen långhorningar. Inga underarter finns listade i Catalogue of Life.